# Bert Månson
Bert Lennart Månson, ursprungligen Månsson, född 27 mars 1941 i Lund, död 21 februari 2019 i Hässleholm, var en svensk låtskrivare och musiker.
Månson skrev mycket åt dansband och var också med som klaviaturspelare i några dansband. Under åren 1967–1987 spelade han i Ingmar Nordströms, därefter i Thorleifs. I Varbergsorkestern Bohemia spelade han med bland andra Torgny Söderberg. Månson spelade också med i Garvis showband. Han är begravd på Östra kyrkogården, Varberg.

## Priser och utmärkelser
- 1994 – Johnny Bode-stipendiet
- 2015 – SKAP-stipendiet

## Låtar skrivna av Bert Månson
- "Två mörka ögon", framförd av Sven-Ingvars 1991
- "Och du tände stjärnorna", framförd av Thorleifs 1994
- "Till en fågel", framförd av Sanna Nielsen 1996
- "I går, i dag", Sanna Nielsens bidrag till den svenska Melodifestivalen 2001

## Gudstjänstmusik
- Människan och skapelsen 1993

## Filmmusik
- 1990 – Black Jack